# Казаков, Алексей Юрьевич
Алексе́й Ю́рьевич Казако́в (род. 4 сентября 1945, город Никольск, Пензенская область) — деятель российского высшего образования.
Кандидат физико-математических наук (1975), профессор (1992), академик Международной академии информатизации (1994) и Международной академии наук педагогического образования, почётный работник высшего профессионального образования РФ (1997).
Ректор Пензенского государственного педагогического университета имени В. Г. Белинского (1989—2009).

## Биография и научные занятия
После окончания в 1967 году с отличием физико-математического факультета Пединститута им. В. Г. Белинского (г. Пенза) работает в этом институте, начав свой путь с должности ассистента кафедры «Общая физика».
В 1968—1973 — стажер-исследователь по специальности «Радиофизика», аспирант МГПИ им. В. И. Ленина. С 1973 — старший преподаватель кафедры «Общая физика» ПГПИ, доц. (1980). В 1977—1982, 1986—1989 — декан физико-математического факультета, с 1985 — заведующий кафедрой «Общая физика». В декабре 1989 на первых в вузе альтернативных выборах избран ректором ПГПИ. Под его руководством институт стал крупным научно-педагогическим центром региона, в котором были открыты 5 новых факультетов, 15 новых специальностей, диссертационные советы. Контингент студентов увеличился до 13 тысяч человек, профессорско-преподавательский корпус — до 710 человек, вырос научный потенциал вуза, укрепилась материальная база. 9 декабря 1994 институту был присвоен статус педагогического университета.
В состав Педагогического университета вошла областная экспериментальная средняя школа «Ступени», которая была создана по инициативе Казакова А. Ю. в 1990 году и быстро завоевала одно из ведущих мест среди общеобразовательных школ г. Пензы. По инициативе А.Ю. в состав университета вошёл областной спортивный стадион «Труд», на котором проводились учебно-тренировочные занятия, спортивные состязания самого высокого уровня (чемпионаты России, международные спортивные состязания), концерты ведущих эстрадных исполнителей России, среди которых Филипп Киркоров, Николай Басков, Андрей Губин и др. На базе университета проходили международные и всероссийские форумы. В 1993 началась подготовка специалистов из стран ближнего и дальнего зарубежья. Впервые в Пензенской области началась подготовка учителей информатики для средней школы. Открыты представительства университета в Каменке, Кузнецке и Сердобске Пензенской области. В 2006 вуз получил международную награду «Европейское качество», в 2009 стал лауреатом конкурса «100 лучших вузов России». Почётный профессор ПГПУ им. В. Г. Белинского (2009).
Казаков А. Ю. выезжал для обмена опытом в Оксфордский университет (Англия), Делийский университет (Индия), Сеульский университет (Южная Корея), а также посетил с рабочими визитами Италию, Испанию, Кипр, Австрию, Финляндию и др.
В хоздоговорной научно-исследовательской деятельности Казаков А. Ю. занимался работой малогабаритного телевизионного комплекса, замкнутой телевизионной системы «Вуз — школа» и др. Учебная замкнутая телевизионная система была внедрена в учебно-воспитательный процесс педагогического института и успешно функционировала в форме дистанционного обучения до начала 2000-х годов. Один из учебно-технических комплексов в 1991 был награждён серебряной медалью ВДНХ.
С 2014 — заведующий кафедрой «Общая физика и методика обучения физике» ПГУ, с этого же года начата подготовка двухпрофильного бакалавриата «физика-технология», произведена соответствующая модернизация материальной базы кафедры. С 2015 — советник при ректорате ПГУ, с 2016 — советник губернатора Пензенской области. Основные направление научной работы — исследование свойств полупроводниковых приборов СВЧ-диапазона и их применение в усилительных устройствах.
Главный редактор «Энциклопедии ПГПУ им. В. Г. Белинского» (2009), 2-го изд. «Пензенской энциклопедии» (2019).
Казаков А. Ю. возглавлял Пензенскую областную организацию общества «Знание», Пензенский региональный отдел Конгресса интеллигенции России, являлся заместителем председателя Совета ректоров вузов Пензы, членом Российского Союза ректоров, членом Клуба ректоров Европы.
Опубликовал свыше 200 научных и учебно-методических работ.

## Награды
- Знак «Отличник народного просвещения» (1985);
- Орден Дружбы (1996);
- Благодарность Президента Российской Федерации (1996);
- Нагрудный знак «Почётный работник высшего профессионального образования Российской Федерации» (1997);
- Медаль К. Д. Ушинского (1999);
- Медаль «За заслуги в проведении Всероссийской переписи населения» (2002);
- Почётная грамота Министерства образования Российской федерации;
- Почётная грамота губернатора Пензенской области (2005);
- Архиерейская благословенная грамота архиепископа Пензенского и Кузнецкого (2005);
- Титул «Ректор года» (2005);
- Международная награда имени Сократа Европейской Ассамблеи Бизнеса (2006);
- Орден имени А. С. Макаренко Академии поддержки развития образования (2008);
- Титул «Ректор года» (2009);
- Почётные грамоты Министерства образования Российской Федерации.

## Сочинения
- Введение в основы автоматики и информатики. Пенза, 1991.
- Диалог с компьютером. Пенза, 1992.
- Теория и практика автоматизации учебного процесса. Ч. 1, 2. Пенза, 1993.
- Лекции по квантовой физике. Пенза, 1998.
- От учительского института до педагогического университета (история ПГПУ им. В. Г. Белинского: 1939—1999). Пенза, 1999 (коллектив авт.);
- Педагогический университет на рубеже XX—XXI веков (ПГПУ им. В. Г. Белинского в 1995—2004 гг.). Пенза, 2004 (соавт. В. А. Власов, М. Т. Генгин).